# 玛丽亚·门东萨
玛丽利亚·迪亚斯·门东萨（葡萄牙語：Marília Dias Mendonça，1995年7月2日—2021年11月5日），是一名巴西乡村音乐歌手。
2015年，她发布了她的第一张迷你专辑，然而她的现场版专辑于2016年被认证为三倍白金唱片，总数为240,000张。
2021年11月5日，她因搭乘一辆私人客机前往卡拉廷加，但途中该客机失事，最终她和四名乘客在彼达迪-迪卡拉廷加坠机身亡。